# Beata van Helsdingen-Schoevers
Anna Beata Henriëtte Alexandrine van Helsdingen-Schoevers (Madiun, 21 januari 1886 - Djember, 17 augustus 1920) was een journalist en declamatrice in Nederlands-Indië. 

## Jeugd en opleiding
Schoevers' ouders waren Eduard Schoevers, die als adelborst naar Indië kwam en daar verschillende beroepen uitoefende, en Beata Walter, wier vader diverse plantages had. Eduard Schoevers was aanvankelijk administrateur op een koffieperceel van zijn schoonvader, maar rond 1886 daalden de suikerprijzen door een plaag en ging het gezin financieel moeilijke tijden in. Vanaf 1905 hadden zij een tijd een stoomrijstpellerij in het kleine Kertosono en later verhuisden ze naar onder andere Lombok. In 1900 ging Beata Schoevers naar de gemengde HBS in Soerabaja, waar ze een van de 23 meisjes tussen de 199 jongens werd. Ze woonde ondertussen bij een gastgezin in Soerabaja. Ze blonk uit in Duits. In 1903 ging ze terug naar haar ouders, omdat ze haar diploma had gehaald en/of omdat het financieel slecht ging met haar ouders. Schoevers had graag door willen studeren maar kreeg hier niet de kans toe. Ze sprak zich erover uit dat alhoewel jongens en meisjes naar dezelfde HBS mochten, er voor meisjes geen verdere studie was weggelegd, een thema dat later ook in haar werk terug zou keren.

## Journalistieke carrière
In 1906 begon Schoevers in diverse kranten te schrijven. Zo schreef ze de column 'Causerieën uit de binnenlanden' in het Soerabaiasch Handelsblad. In deze column schreef ze over voorvallen uit Kertosono, doorgaans door haar frustraties over het leven in de plaats te uiten. Datzelfde jaar begon ze ook te schrijven voor het Damesweekblad voor Indië, dat door het Soerabaiasch Handelsblad was opgericht. Zij pleitte in dit tijdschrift onder andere voor het gebruik van de 'zuivere' Nederlandse taal zonder Indische invloeden. Ze idealiseerde Europa en wilde daar graag op een dag heen. Schoevers verscheen in de loop der tijd in meer kranten, zoals in 1907 in de Soerabaja Courant met de rubriek 'Van hier en daar'. Ondertussen logeerde ze af en toe bij een tante in Semarang, waar ze nieuws uit andere delen van Indonesië kon opvangen om over te schrijven. In 1908 kreeg ze de rubriek 'Causerieën voor Dames' in De Locomotief, waar ze over zowel zaken als vrouwenmode als vrouwenkiesrecht sprak. Schoevers schreef onder diverse pseudoniemen, zoals 'P, ', 'Binnenlander' en 'Baby'. 

## Huwelijk en tijd in Nederland
In 1908 leerde Schoevers bij de tennisclub in Kertosono de controleur Jacques van Helsdingen kennen, die al voor hun ontmoeting haar columns las. Ze verloofden zich ongeveer een maand later en trouwden in april 1909. Zij trouwden met huwelijkse voorwaarden, waardoor Beata vrij met haar eigen geld om kon blijven gaan. In 1910 werd hun eerste kind geboren, Eduard 'Eddy' van Helsdingen. Schoevers' journalistieke werk verdween in deze tijd wat naar de achtergrond. Desalniettemin kreeg ze een baan als redactrice van het Damesweekblad voor Indië aangeboden. Dit aanbod nam ze echter niet aan, want haar echtgenoot werd toegelaten aan de Nederlands-Indische Bestuursacademie in Den Haag en het echtpaar verhuisde naar Nederland. In Den Haag sloot Schoevers zich aan bij de Vereeniging Oost en West, die tot doel had kennis over Indië te verspreiden. Ook nam ze piano- en declamatielessen. Vanaf eind 1910 publiceerde ze weer vaker in diverse tijdschriften en in 1912 begon ze een tournee met lezingen over het leven in Indië. Dit werd volgens haar te erg geïdealiseerd in Nederland.

## Terug naar Indonesië
Jacques van Helsdingen had de Bestuursacademie doorlopen en kreeg een baan op de residentie Besoeki in de plaats Djember op Oost-Java. Het echtpaar zag er tegenop wederom in een kleine plaats te moeten wonen. Voor Schoevers naar Besoeki verhuisde hield ze diverse voordrachten in Batavia. Ook publiceerde ze weer in De Locomotief en het Damesweekblad en gaf ze in 1914 het boek De Europeesche vrouw in Indië uit. In 1915 wordt hun tweede zoon, René, geboren en het jaar daarop gaat ze declamatielessen in Soerabaja geven. Haar echtgenoot werd in 1917 benoemd tot assistent-resident in Surakarta, wat bij de vorstenlanden hoorde. Wederom was Schoevers niet erg tevreden met hun plaatsing; alhoewel Surakarta een grotere stad was, was de door haar geliefde Europese cultuur maar weinig aanwezig. In deze tijd begon ze meer onder haar eigen naam te publiceren, organiseerde ze muziekoptredens en declamatieavonden en werd ze voorzitter van de plaatselijke Kunstkring. Ze ontwikkelde een interesse in Indonesische rituele dansen en begon aan een boek over dit onderwerp dat na haar dood zou worden uitgegeven. In 1919 werd ze gevraagd te werken bij de Hollandsche Lelie. De hoofdredactrice, Jacqueline Reyneke van Stuwe, was ook hoofdredactrice van De Haagse Vrouwenkroniek, waardoor Schoevers' werk ook in dat blad werd gepubliceerd.
Beata Schoevers overleed in augustus 1920 na enkele weken ziek te zijn geweest. Ze is begraven op de begraafplaats Djebres in Surakarta, waar ook haar eerder (in 1918) overleden moeder ligt. Jacques van Helsdingen liet in 1929 een bloemlezing van haar werk uitgeven.

## Trivia
- Verre familie van Adriaan Schoevers, oprichter van het Instituut Schoevers.
- Las graag de verzamelde brieven van Raden Adjeng Kartini.